# 노량진고가도로
노량진고가도로(鷺梁津高架道路)는 서울특별시 동작구 본동 149-24번지에 위치해 있었던, 260m 길이의 고가 차도였다. 한강대교 방향으로만 편도 통행이 가능했으며, 동단에서 노량진수원지고가도로와 합류되었다.
노량진로와 상도터널 북단이 만나는 교차로에서 노량진로에서 한강대교 방향으로 신호대기를 해야 하는 불편을 해소하기 위해 건설되어 1981년 12월 31일에 상도터널과 함께 개통되었다. 이후 노량진수원지고가도로가 철거되고 남은 노량진고가도로도 도시미관과 지역 상권을 해친다고 하여 인근 주민들이 지속적으로 철거를 요구해왔고, 2011년에 노량진고가를 철거하기로 결정하였다. 2011년 2월 18일부터 철거가 시작되었으며, 철거 개시 후 반달 만인 3월 4일에 완전 철거되었다.

## 노량진수원지고가도로
노량진수원지고가도로는 서울특별시 동작구 본동 258-1에 설치되었던 길이 260m의 고가도로이다.
노량진고가도로와 달리 1969년 9월 27일에 개통하였으며, 노들로에서 이 고가도로를 이용해 한강대교를 이용할 수 있게 되었다. 1997년 1월 16일에 대대적으로 보수공사를 하였다. 그러나 2002년 ~ 2004년에 서울 지하철 9호선을 건설하면서 노들역을 건설할 때 고가도로 구조물이 방해되는 것으로 확인되어 노량진수원지고가도로를 철거하였다.

## 같이 보기
- 아현고가도로
- 청계고가도로
- 약수고가도로
- 홍제고가도로

## 참고
1. ↑  동작구, 18일부터 노량진고가차도 철거 뉴시스, 2011.1.31
2. ↑  화양, 노량진 고가 철거로 출·퇴근 시간 단축 아시아경제, 2011.3.29
3. ↑  노량진수원지 고가차도 폐쇄, 연합뉴스, 1997년 1월 16일 작성.
4. ↑  버스중앙차로 연관 육교 5곳 추가 철거, 내일신문, 2004년 11월 19일 작성.